# Совка Уоллеса
Совка Уоллеса(лат. Otus silvicola) — вид птиц рода совки семейства совиные. Встречается на нескольких мелких островах из группы Малые Зондские острова. Этот вид обычен в большинстве мест своего обитания и не образует подвидов.

## Внешний вид
Эти небольшие совы достигают 23—27 см в длину, масса — 212 грамм. Оперение коричневого цвета в крапинку. Окраска брюха светлая с тёмными полосами на груди. Лицо довольно светлое, с белёсыми бровями, тусклыми оранжево-жёлтыми глазами, сероватым клювом рогового цвета и длинными перьями на ушах. Ноги густо оперенные, когти рогового цвета.

## Распространение и образ жизни
Эндемик островов Сумбава и Флорес в Индонезии. Живёт в полувечнозеленых лесах, на лесных полянах и в предгорных лесах с зарослями бамбука на высотах 350—1600 метров. Также встречаются в городских или сельскохозяйственных районах.